# Lenzspitze
Lenzspitze (4294 m n. m.) je hora ve Walliských Alpách. Leží na území Švýcarska v kantonu Valais nedaleko italské hranice. Náleží do masivu Mischabel. Nachází se severně od Domu a přiléhá k Nadelhornu. Na vrchol je možné vystoupit od Mischabelhütte (3329 m n. m.), Domhütte (2940 m n. m.) a Bordierhütte (2886 m n. m.). Horu obklopují ledovce Feegletscher, Hohbalmgletscher a Hohberggletscher.
Na vrchol jako první vystoupili v roce 1870 Clinton Thomas Dent, Alexander Burgener a Franz Burgener.